# SistAr
「SistAr」（シスター）は、Chelsyの3rdシングル。2015年5月27日にソニー・ミュージックアソシエイテッドレコーズより発売された。

## 概要
表題曲「SistAr」の曲名について、
```
 「SistAr」(シスター)とは、メンバー3人が、それぞれ私たちは”運命をともにする姉妹のようなんだ”と、バンド内での結束をあらためて誓ったポップなメッセージナンバー
```

と紹介されている。スペリングについては作曲者でベーシストのSHIZUKAが「『スター（花形）』になりたいという意味でSisterとStarをかけたSistArとした」と語っている。
盤面違いの通常盤と初回生産限定盤Aおよび初回生産限定盤Bではカバージャケット写真やカップリング収録曲が異なる。初回限定盤AにはDVDが付随している。

## タイアップ
表題曲「SistAr」はNBN（め～てれ）「BOMBER-E」エンディング・テーマに採用されたほか、のちには日本テレビ系列『バズリズム』の（期間）エンディング曲としても使用された。

## その他
2015年5月28日に本作リリース記念として渋谷eggmanにてワンマンライブ「Chelsy 3rd single 『SistAr』 リリースパーティー！」を開催した。

## 収録曲

### 曲目リスト
（通常盤）(AICL-2875)
1. SistAr
作詞: 近藤ひさし、作曲: SHIZUKA、編曲: 鈴木Daichi秀行
2. Happy End
作詞・作曲: MIO、編曲: 野村陽一郎
3. SistAr -TV mix-
4. Happy End -TV mix-

（初回限定盤A）(AICL-2872~3)
CD
1. SistAr
2. Organ
作詞・作曲: SHIZUKA・近藤ひさし
3. SistAr -TV mix-
4. Organ -TV mix-

DVD
1. YES music video
2. I will music video
3. ちら見せTV#3

（初回限定盤B）(AICL-2874)
1. SistAr
2. I will (acoustic version)
作詞・作曲：Chelsy、小林章太郎、近藤ひさし / 編曲：近藤ひさし
1st シングル「I will」のアコースティックバージョン（再録音）
3. SistAr -TV mix-
4. I will (acoustic version) -TV mix-

## 楽曲の収録アルバム
表題曲「SistAr」のほか、通常盤カップリング曲「Happy End」、初回限定盤Bカップリング曲「I will (acoustic version)」がベストアルバム『THE BEST OF CHELSY』に選出され収録されている。